# Alitta virens
Espèce
La grande gravette, Alitta virens (aussi sous les noms invalides Nereis virens ou Neanthes virens), est une espèce de vers annélides polychètes marins. Elle est également appelée rag.

## Répartition
La grande gravette est présente au Sud et à l'Ouest de la Grande-Bretagne ainsi qu'en mer du Nord.
Elle fait l’objet d'essais d'élevage aquacole industriel, à fin de commercialisation comme appât vivant pour les pêcheurs.

## Description
Le corps et vert foncé avec une irisation bleuâtre, les rames dorsales étant frangées de jaune.

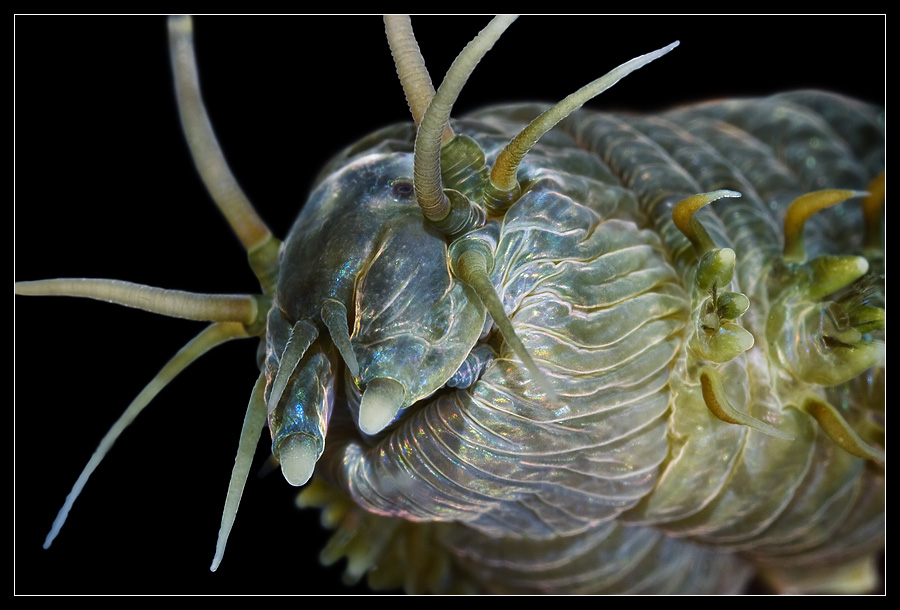
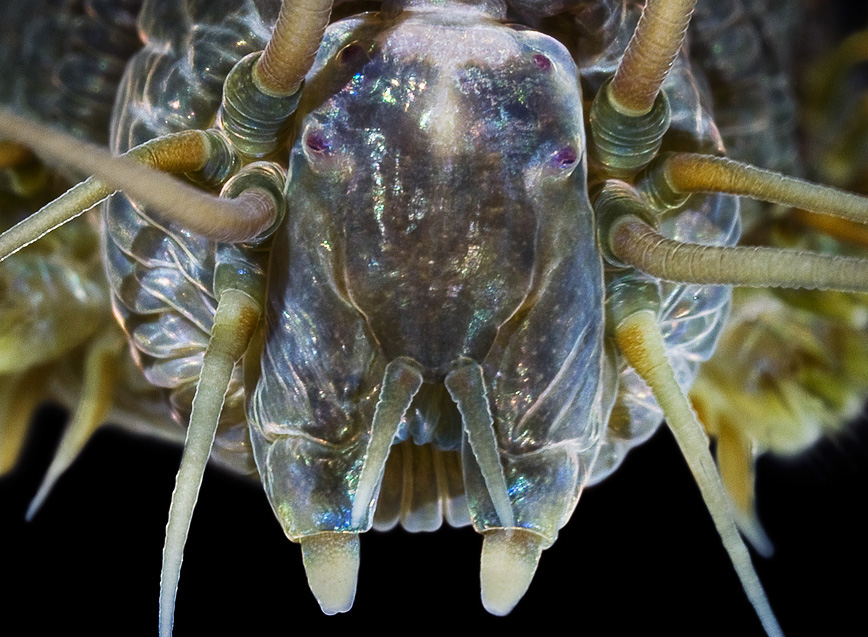
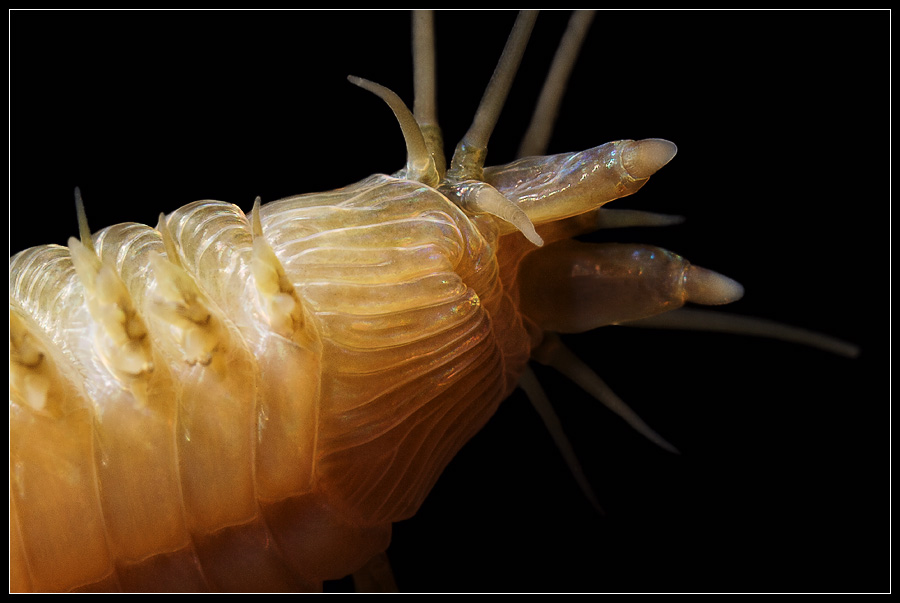
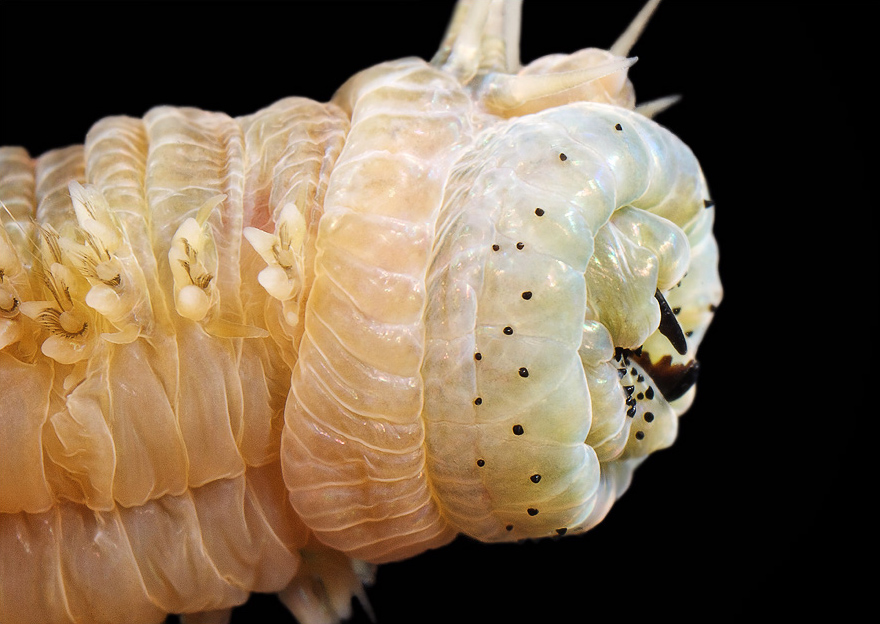
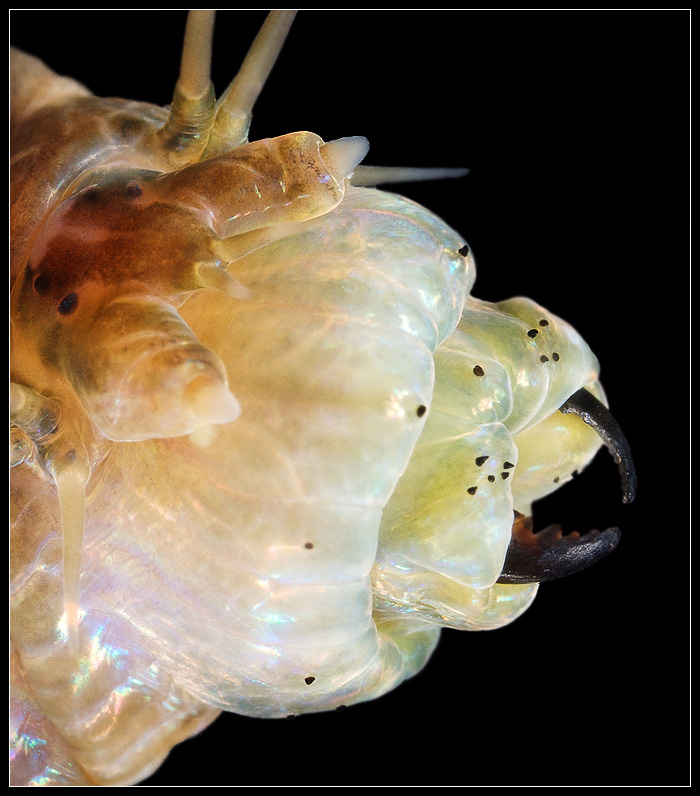
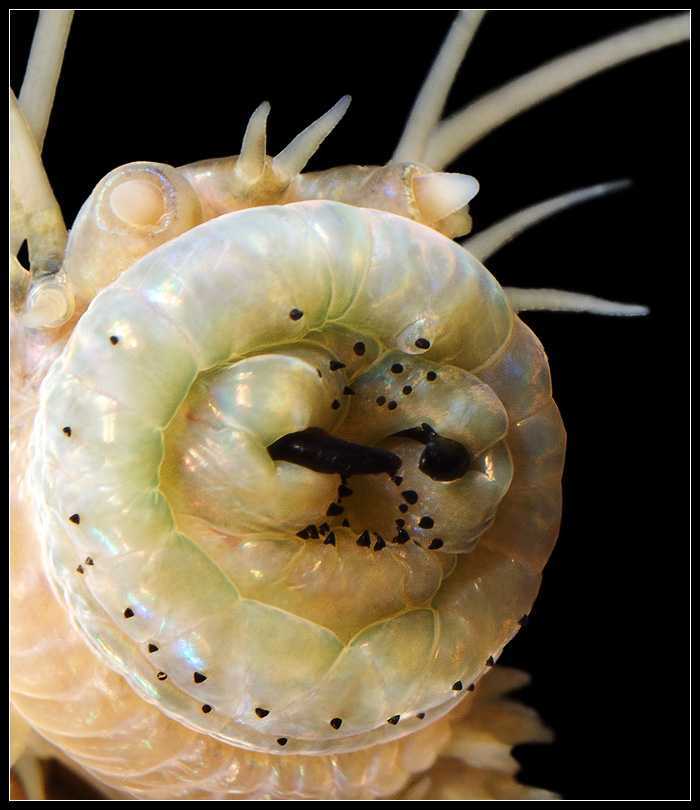

## État des populations, pressions, menaces
L'état des populations ne semble pas avoir fait l'objet d'études.
Cette espèce est a priori vulnérable à certaines pollutions marines, par les antifoulings par exemple, ou par des polluants organiques persistants qui peuvent subsister ou s'accumuler dans les sédiments et dans son organisme.
- La bioaccumulation et l'excrétion du lindane radiomarqué ou de ses métabolites (dans le ver, dans l'eau, dans les excréments) ont par exemple été étudiés chez ce ver[2]), de même pour le mercure inorganique[3]. Ces études ont montré que cette espèce pouvait fortement bioconcentrer certains polluants (Les facteurs de bioconcentration pour le lindane γ-HCH ont été de 480 et 440 respectivement dans une eau à 6 °C et 16 °C polluée par du lindane à raison de 1 µg/litre, et celles basées sur la radioactivité totale était de 500 et 410 dans une eau à 6 °C et 16 °C). C'est plus que pour la plupart des organismes aquatiques connus. Dans l'expérience d'exposition au lindane, l'élimination pouvait être décrite par une fonction exponentielle. Une diminution initiale de 50 % des métabolites γ-HCH et γ-HCH+  dans les vers a été constatée en 2 jours à 6 °C et en 3 jours à 16 °C. Le taux des métabolites γ-HCH a fortement augmenté durant la période d'élimination. Au moins quatre métabolites ont été détectés dans des vers et dans l'eau. Si les polluants sont évalués chez ce type d'espèce par l'accumulation et la cinétique d'élimination, la métabolisation doit donc aussi être prise en compte.
- Des vers ont été exposés à 9 ppb de mercure (Hg) sous forme de chlorure de mercure radiomarqué dilué dans l'eau de leur aquarium. Les concentrations de mercure dans l'eau et dans les vers ont été surveillées. Après 11 jours, le taux de mercure dans les néréides était de 8,41 ppm (facteur de bioconcentration : 930). L'accumulation de mercure dans les tissus peut être rendue visible  (en microscopie optique et électronique) par un traitement à l'argent (autometallographic silver enhancement). Le mercure a ainsi été démontré stocké dans l'intestin (surtout dans la partie apicale des cellules épithéliales), les néphridies (dans les cellules des tubules péritonéale des néphridies), l'épiderme et la cuticule de l'animal (dans l'épicuticule et dans les fibres de collagène de l'endocuticule et dans les cellules basales de l'épiderme. Des accumulations de mercure intracellulaire ont aussi été observées, dans les lysosomes principalement. Du mercure extracellulaire a été observé dans les lames basales de l'intestin et de l'épiderme, et aussi dans la membrane péritrophique intestinale. 
Cette espèce contribue donc à la bioaccumulation du mercure dans le réseau trophique.